# In the Morse Code of Brake Lights
In the Morse Code of Brake Lights è l'ottavo album in studio del gruppo musicale canadese The New Pornographers, pubblicato nel 2019.

## Tracce
Testi e musiche di A. C. Newman, eccetto dove indicato.
1. You'll Need a New Backseat Driver – 4:14
2. The Surprise Knock – 3:11
3. Falling Down the Stairs of Your Smile – 3:44
4. Colossus of Rhodes – 4:03
5. Higher Beams – 4:06
6. Dreamlike and On the Rush – 4:11
7. You Won't Need Those Where You're Going – 2:22
8. Need Some Giants (A.C. Newman, Dan Bejar) – 3:38
9. Opening Ceremony – 3:00
10. One Kind of Solomon – 3:55
11. Leather On the Seat – 4:33

## Formazione
- A. C. Newman – voce, chitarra
- Neko Case – voce
- John Collins – basso
- Blaine Thurier – tastiera, sintetizzatore
- Todd Fancey – chitarra
- Kathryn Calder – voce, tastiera, chitarra
- Joe Seiders – batteria, voce
- Simi Stone – violino, voce